# Impuesto eclesiástico
Un impuesto eclesiástico es un tipo de impuesto aplicado a los miembros de algunas congregaciones religiosas en Alemania, Austria, Dinamarca, Finlandia, Islandia, Italia, Suecia, algunas partes de Suiza y varios otros países.

## Regulación por país

### Alemania

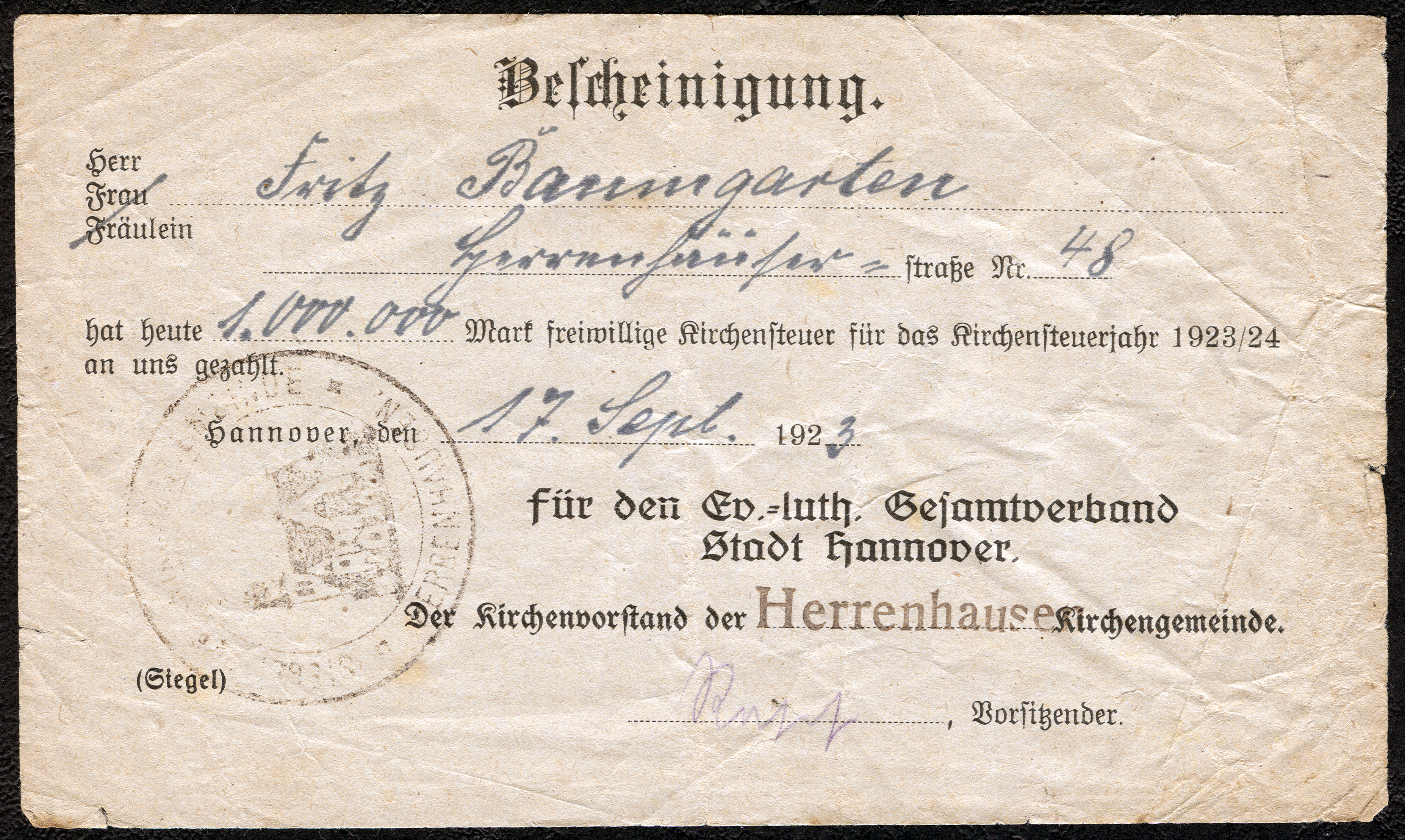
Recibo de fecha 17 de septiembre de 1923

Alrededor del 70% de los ingresos de la iglesia viene del impuesto eclesiástico. Se trata de 9,2 mil millones € (en 2010).
El artículo 137 de la Constitución de Weimar de 1919 y el artículo 140 de la Ley Fundamental alemana de 1949 son la base legal de esta práctica.
En Alemania, sobre la base de las normas tributarias dictadas por las comunidades y dentro de los límites establecidos por las leyes estatales, las comunidades pueden o bien
- Exigir a las autoridades fiscales del Estado para cobrar las cuotas de los miembros sobre la base de la evaluación del impuesto sobre la renta (en ese entonces, las autoridades retienen una cuota de colección), o

- Optar por cobrar el impuesto eclesiástico sí mismos.

En el primer caso, la pertenencia a la comunidad se introduce en un documento fiscal (Lohnsteuerkarte) que los empleados deben rendirse a sus empleadores con el objeto de retención en origen sobre la renta pagado. Si se introduce la pertenencia a una comunidad religiosa de recaudación de impuestos en el documento, el empleador debe retener anticipos de impuesto a la iglesia de los ingresos del empleado además de otros anticipos de impuesto. En relación con la evaluación anual de impuestos final, las autoridades fiscales estatales también, finalmente, evaluar el impuesto eclesiástico adeudado. En el caso de trabajadores por cuenta propia o de los contribuyentes desempleados, las autoridades fiscales estatales recogen anticipos sobre el impuesto de la iglesia, junto con los pagos anticipados del impuesto sobre la renta.
Sin embargo, las comunidades religiosas optan por cobrar el impuesto a la iglesia a sí mismos, pueden exigir que las autoridades fiscales revelan los datos fiscales de sus miembros para calcular las contribuciones y pagos adeudados. En particular, algunas comunidades más pequeñas (por ejemplo, la Comunidad Judía de Berlín) optan por recaudar impuestos para salvar a gastos de cobranza que el gobierno cobra lo contrario.
La colección del impuesto eclesiástico puede ser utilizada para cubrir los gastos relacionados con las iglesias como instituciones y fundaciones de financiación o el sueldo de sus ministros.
El impuesto eclesiástico sólo se paga por los miembros de la iglesia respectiva, es decir a la que pertenezcan. Las personas que no son miembros de una iglesia   no tienen que pagarla. Los miembros de una comunidad religiosa de derecho público pueden declarar formalmente su deseo de salir de la comunidad a un estado (no religioso) a las autoridades. Con esa declaración, la obligación de pagar los impuestos de la iglesia termina. Algunas comunidades se niegan a administrar matrimonios y entierros de los (antiguos) miembros que habían declarado dejarlo.
El flujo de dinero del Estado y las iglesias es distinto a todos los niveles de los procedimientos. El impuesto sobre la iglesia no está destinado a ser una forma de que el estado pueda apoyar directamente las iglesias, pero ya que los gastos por impuesto eclesiástico son totalmente deducibles (como son los gastos de voluntarios para la Iglesia, para la caridad o un haz de otros objetivos privilegiados), de hecho, ese apoyo ocurre en una cierta gran escala. El esfuerzo de recolección del mismo, hecho por el Estado, es totalmente pagado por las Iglesias con una parte de los ingresos fiscales.
El impuesto eclesiástico está históricamente arraigado en la costumbre germánica precristiana, donde era el jefe de la tribu directamente responsable del mantenimiento de los sacerdotes y los grupos religiosos. Durante la cristianización de Europa occidental, esta costumbre fue adoptada por las iglesias cristianas (arrianos y católicos) en el concepto de "Eigenkirchen" (iglesias  propias) que se situó en fuerte contraste con la organización central de la Iglesia católica. A pesar del conflicto medieval resultante entre el emperador y el papa, el concepto de mantenimiento de la iglesia por el gobernante se mantuvo la costumbre aceptada en la mayoría de países de Europa occidental. En tiempos de la Reforma, los príncipes Alemanes se convirtieron oficialmente en jefes de la iglesia en las zonas protestantes y eran legalmente responsables del mantenimiento de las iglesias. Hasta el siglo 19 las finanzas de las iglesias y del estado no fueron regulados de forma que las iglesias se convirtieron en financieramente independiente. En este punto el impuesto eclesiástico se introdujo para sustituir a los beneficios estatales que las iglesias habían obtenido previamente.
Los contribuyentes, ya sean católicos, protestantes o miembros de otras comunidades de recaudación de impuestos, pagan una cantidad de entre el 8% (en Baviera y Baden-Württemberg) y el 9% (en el resto del país) de su impuesto sobre la renta a la iglesia u otra comunidad religiosa a la que pertenecen.
Por ejemplo, una sola persona que gana 50.000 euros puede pagar un impuesto sobre la renta media del 20%, por lo tanto 10.000 euros. El impuesto eclesiástico es entonces un 8% adicional (o 9%) de los que 10.000 euros (800 o 900 euros) para un total de 10.800 o 10.900 euros en impuestos.

### Austria
Cada grupo religioso reconocido en Austria puede cobrar el impuesto a la iglesia a una tasa del 1,1%, aunque en la actualidad sólo la Iglesia Católica hace uso de esa oportunidad. Los Impuestos en la Iglesia es obligatorio para los católicos en Austria. Este impuesto fue introducido por Adolf Hitler en 1939. Después de la Segunda Guerra Mundial, el impuesto se retuvo el fin de mantener la Iglesia independiente de los poderes políticos.

### Croacia
En Croacia, la Iglesia católica recibe un apoyo financiero del Estado y otros beneficios establecidos en los concordatos entre el Gobierno y la Santa Sede. 
Por el acuerdo especial entre la Santa Sede y la República de Croacia, es, que a través del presupuesto recibe salarios y pensiones, el clero (incluso los capellanes militares), de financiación del Estado. Por un lado, la iglesia sacra mantiene "objetos y restauración", "construcción y funcionamiento" de las escuelas de la Iglesia y las universidades, y del otro, se paga un tributo financiero para la Iglesia. También vale la pena mencionar que como una organización no lucrativa, la Iglesia católica en Croacia, se encontraba exenta de la mayoría de los impuestos.
Aproximadamente un 0,004% del presupuesto total del Estado termina por distribuirse en actividades de financiación de la Iglesia católica en Croacia.

### Dinamarca
Los miembros de la Iglesia nacional de Dinamarca pagan un impuesto eclesiástico, que varía entre los municipios, pero puede ser tan grande como un 1.51%. El impuesto llega a ser aproximadamente cerca del 1% de la renta imponible. El impuesto no cubre la totalidad del presupuesto de la iglesia, entonces, un adicional de 13% es pagado por el gobierno. Esto significa, que la gente incluso que no es miembro de la iglesia, la financia a través de los impuestos.

### Finlandia
Todos los miembros de la Iglesia Evangélica Luterana de Finlandia y la Iglesia Ortodoxa de Finlandia (las dos iglesias del estado de Finlandia) pagan un impuesto eclesiástico basada en los ingresos. Varía entre el 1% y el 2%, dependiendo del municipio. En promedio, el impuesto es de aproximadamente 1,4%.
Anteriormente para dejar de pagar el impuesto eclesiástico, había que dejar formalmente la iglesia, ir personalmente a la oficina local de registro y esperar una asignación de tiempo "para la reflexión". Este requisito fue eliminado en 2003 y en la actualidad un escrito (pero no firmó) declaración a la iglesia. La mayoría de renuncias desde 2005 ahora se manejan a través de un sitio web. Si uno es un miembro de la iglesia, cuando comienza el año, él / ella va a pagar impuestos para todo el año; sin embargo, estos se volvieron más tarde, como un reembolso de impuestos.
Además de los impuestos personales, el estado divide una parte del dinero recaudado por impuestos de las empresas privadas a las dos iglesias estatales. No importa si la empresa es propiedad de miembros de la iglesia o no. Se ha argumentado que las iglesias utilizan este dinero para mantenimiento de cementerios, a lo que están obligados por la ley.

### Islandia
Los contribuyentes en Islandia deben pagar un impuesto congregación (islandés: sóknargjöld) a la organización religiosa reconocida de su elección. Los que no pertenecen a ninguna organización religiosa reconocida pagan la misma cantidad al Estado. La Iglesia de Islandia recibe apoyo gubernamental más allá de los impuestos pagados por la congregación sus miembros.

### Italia
Los contribuyentes en Italia están obligados a pagar el llamado impuesto de ocho por mil. Este impuesto asciende a 0,8% del total de impuestos sobre la renta (IRPF) y en su declaración, cada contribuyente, puede elegir el destinatario de dicho importe.
Actualmente, las opciones son:
- Estado italiano

- Iglesia Católica

- Iglesia Evangélica Valdense

- Iglesia Adventista del Séptimo Día

- Asambleas de Dios en Italia

- Unión de las Comunidades Judías de Italia

- Iglesia Evangélica Luterana en Italia

- Bautista Evangélica Unión Cristiana de Italia

- Arquidiócesis Ortodoxa Griega de Italia

- Iglesia Apostólica en Italia (el Pentecostalismo)

- Unión Budista Italiana

- Unión hindú italiana

Si la elección no se declara expresamente en la declaración, el impuesto se distribuye de acuerdo a los porcentajes de los contribuyentes que han declarado al beneficiario. El Estado debe utilizar su propia cuota del impuesto de 0,8% para fines sociales o culturales, en la práctica lo emplea para Fines Generales, incluyendo misiones militares como la misión en la guerra de Irak (Año 2004) y la mejora de la infraestructura carcelaria en 2011.

### Suecia
Los miembros de la Iglesia de Suecia pagan "Tarifa de la Iglesia", varía entre los municipios, pueden llegar a ser hasta un 2%. La Iglesia y el Estado están separados a partir de 2000, sin embargo el Impuesto Entierro o Tarifa de Funeral (en sueco "begravningsavgift") es pagado por todos, independientemente de la pertenencia o no a la iglesia.
En un acuerdo reciente, el gobierno sueco se comprometió a continuar recaudando el impuesto  anual dirigido a la iglesia, de los contribuyentes individuales, con la salvedad que será por medio de una caja "check off" opcional en la declaración de impuestos.El dinero recaudado se distribuirá a las distintas creencias:  católica, musulmana, judía y otras religiones, así como los luteranos.  Los Impuestos deben ir con la dirección de cada contribuyente.

### Suiza
El Estado de Suiza no tiene una iglesia oficial. Sin embargo, los 26 cantones apoyan financiera mente al menos a una de las tres denominaciones tradicionales - católica, veterocatólica (en Suiza, Cristo Católica), o evangélica reformada - con los fondos recaudados a través de impuestos. Cada cantón tiene sus propias regulaciones con respecto a la relación entre la Iglesia y el Estado. En algunos cantones, el impuesto eclesiástico es voluntario (hasta 2,3%), pero en otros, una persona que opte por no contribuir al impuesto, puede ser formalmente invitada a salir de la iglesia. En algunos cantones, las empresas privadas, no pueden evitar el pago del impuesto eclesiástico.